# 1-Octanthiol
1-Octanthiol ist eine chemische Verbindung aus der Gruppe der Thiole.

## Gewinnung und Darstellung
1-Octanthiol kann durch Reaktion von aus 1-Octen und Schwefelwasserstoff (Anti-Markownikoff-Addition) gewonnen werden. Auch die Synthese durch Reaktion von 1-Bromoctan mit Schwefelwasserstoff oder Thioharnstoff durch SN2-Umlagerung oder Reaktion von Thioessigsäure mit 1-Octen ist möglich.

## Eigenschaften
1-Octanthiol ist eine brennbare, schwer entzündbare, farblose Flüssigkeit mit unangenehmem Geruch, die praktisch unlöslich in Wasser ist.

## Verwendung
1-Octanthiol wird als Polymerisationskonditionierer verwendet.

## Sicherheitshinweise
Die Dämpfe von 1-Octanthiol können mit Luft ein explosionsfähiges Gemisch (Flammpunkt 68 °C, Zündtemperatur 240 °C) bilden.